# Dichagyris calamoxantha
Dichagyris calamoxantha är en fjärilsart som beskrevs av Charles Boursin 1964. Dichagyris calamoxantha ingår i släktet Dichagyris och familjen nattflyn. Inga underarter finns listade i Catalogue of Life.